# Ian Tarrafeta Serrano
Ian Tarrafeta Serrano   (Sabadell, 4 de gener de 1999) és un jugador d'handbol català que pertany al Pays d'Aix UC francès i és internacional amb la selecció espanyola.

## Trajectòria de club
Tarrafeta prové de Sabadell. Va debutar a la Copa EHF i a la màxima lliga espanyola, la Lliga ASOBAL, amb el BM Granollers la temporada 2016-2017. Va signar el seu primer contracte professional la temporada 2017-2018. Amb el Granollers, es va classificar posteriorment per a la Copa d'Europa acabant tercer, cinquè i sisè a la lliga. La temporada 2020-2021 va començar a jugar a França amb el Pays d'Aix UC a la Starligue. Amb un quart i un tercer lloc al campionat de França, va aconseguir la millor posició de la història del club amb el PAUC. Després de la temporada 2021-2022, Tarrafeta va ser escollit el millor debutant de la Starligue.

## Trajectòria internacional
Amb la selecció espanyola juvenil, en la qual va debutar el 8 d'abril de 2016, Tarrafeta va acabar sisè a l'Eurocopa sub-18 2016, va ser màxim golejador amb 58 gols i va ser seleccionat per a l'All-Star. Tarrafeta va jugar el seu primer partit amb la selecció espanyola júnior el 28 d'octubre de 2017. Va guanyar la medalla de plata amb la selecció al Campionat del Món Sub-19 2017. En nou partits va marcar 31 gols i va tornar a ser seleccionat per a l'All-Star.
Tarrafeta va debutar amb la selecció espanyola sènior el 23 d'octubre de 2019 contra Polònia al Torneig de les Quatre Nacions a San Juan, Argentina. A l'Eurocopa del 2022 va marcar dotze gols en set partits i va guanyar la medalla de plata. Als Jocs Mediterranis de 2022 va guanyar la medalla d'or amb Espanya. Va participar per primera vegada en un Campionat del Món el gener de 2023 a Polònia i Suècia. En el seu primer partit allà, va patir una lesió a la costella. Va guanyar la medalla de bronze amb la selecció espanyola al Mundial 2023.
El gener de 2024, Tarrafeta havia jugat 42 partits internacionals, en els quals va marcar 93 gols. Això sense comptar amb els Jocs Olímpics de París 2024, on va guanyar la medalla de bronze en el torneig olímpic masculí.